# Protium trifoliolatum
Protium trifoliolatum är en tvåhjärtbladig växtart som beskrevs av Adolf Engler. Protium trifoliolatum ingår i släktet Protium och familjen Burseraceae. Inga underarter finns listade i Catalogue of Life.